# يوتا هيمبل
يوتا هيمبل (بالألمانية: Jutta Hempel)‏ هي لاعب شطرنج ألمانية، ولدت في 27 سبتمبر 1960.

## وصلات خارجية
- يوتا هيمبل على موقع مباريات الشطرنج (الإنجليزية)